# The Family Way
 The Family Way ist das erste Studioalbum mit neuen Kompositionen eines Mitglieds der Beatles. Es gilt nicht als Solo-Studioalbum von Paul McCartney, da er lediglich die Kompositionen beisteuerte. Das Album erschien am 6. Januar 1967 in Großbritannien und am 12. Juni 1967 in den USA.

## Entstehung

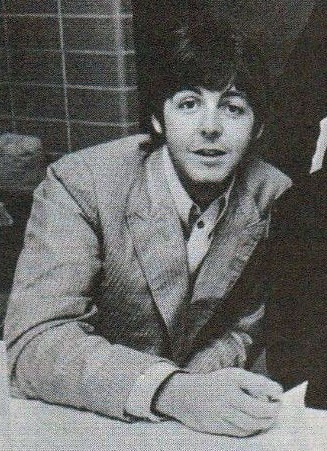
Paul McCartney, 1966

Roy und John Boulting fragten Paul McCartney im Spätsommer 1966, ob er bereit wäre, für den Spielfilm The Family Way (deutscher Titel: Honigmond ’67) die Filmmusik zu komponieren. The Family Way ist eine britische Filmkomödie mit John Mills und seiner Tochter Hayley Mills in den Hauptrollen. Der Film basiert auf dem Theaterstück All In Good Time von Bill Naughton aus dem Jahr 1963. McCartney stimmte zu und schrieb das Filmhauptthema Love in the Open Air sowie Theme from the Family, die in mehreren Variationen von Studiomusikern eingespielt und unter der Leitung von George Martin an drei Tagen im November 1966 orchestriert und produziert wurden. 
Im Dezember 1966 beschrieb George Martin gegenüber dem New Musical Express die Entstehungsgeschichte der Komposition: "Ich ging eine Zeit lang nach Amerika und als ich zurückkam, wurde mir klar, dass wir ein Liebesthema für die Mitte des Films brauchten, etwas Wehmütiges. Ich erzählte es Paul und er sagte, er würde etwas komponieren. Ich wartete, aber es kam nichts zustande, und schließlich musste ich zu Pauls Haus gehen und buchstäblich dort stehen bleiben, bis er etwas komponiert hatte. John (Lennon) war zu Besuch und beriet ein bisschen, aber Paul kreierte die Melodie und spielte sie mir auf der Gitarre vor. Ich hörte zu und schrieb es auf. Es ist eine zerbrechliche, aber fesselnde Melodie. Ich arrangierte es für Holzbläser und Streicher, und wir nannten es 'Love In The Open Air'. Es ist ziemlich eindringlich."
Paul McCartney wirkte bei den Aufnahmen als Aufnahmekünstler nicht mit. Es waren aber die ersten McCartney-Kompositionen, die nicht unter der Autorenpartnerschaft Lennon/McCartney veröffentlicht wurden. In dem CD-Begleitheft der Wiederveröffentlichung aus dem Jahr 2003 befindet sich ein Interview mit Paul McCartney, in dem er erklärt, dass im Jahr 1966 John Lennon und er jeweils eine „kleine Solo-Sache“ machten, so wirkte John Lennon im Spielfilm How I Won the War (deutscher Titel: Wie ich den Krieg gewann) als Nebendarsteller mit und McCartney komponierte den Soundtrack für The Family Way. Dieses sei im gegenseitigen Einverständnis erfolgt.
Die Musik zu The Family Way wurde nur zwei Wochen vor der Premiere des Films fertiggestellt. Die Filmpremiere erfolgte am 18. Dezember 1966 in London, Paul McCartney und George Martin waren bei der Filmpremiere anwesend.
Das Album konnte sich weder in Großbritannien noch in den USA in den Charts platzieren.
Im Dezember 1995 veröffentlichte der kanadische Gitarrist Carl Aubut eine Neuinterpretation des Soundtracks auf einer CD mit dem Titel The Family Way – Variations Concertantes Opus 1.

## Titelliste
Seite 1
1. 1st Movement – 2:12
2. 2nd Movement – 1:15
3. 3rd Movement – 1:17
4. 4th Movement – 1:33
5. 5th Movement – 3:32
6. 6th Movement – 3:04

Seite 2
1. 7th Movement – 2:16
2. 8th Movement – 1:27
3. 9th Movement – 1:10
4. 10th Movement – 1:48
5. 11th Movement – 1:06
6. 12th Movement – 2:55
7. 13th Movement – 4:00

## Single-Auskopplungen
Am 23. Dezember 1966 wurde die Single Love in the Open Air / Theme from the Family Way in Großbritannien unter dem Künstlernamen The Tudor Minstrels veröffentlicht, die sich nicht in den Charts platzieren konnte. Die A-Seite ist identisch mit Lied 6th Movement auf dem Album, während die B-Seite aus den Liedern 1st Movement und 13th Movement zusammengefügt wurde. In den USA erschien die Single im März 1967, ebenfalls ohne eine Chartplatzierung.
In den USA wurde am 24. April 1967 die Single Love in the Open Air / Bahama Sound veröffentlicht, hierbei handelt es sich allerdings um eine Neuaufnahme vom George Martin Orchestra, die Anfang Februar in den Abbey Road Studios aufgenommen wurde. Die B-Seite ist eine Komposition von George Martin. Auch diese Single konnte sich nicht in den Charts platzieren.

## Wiederveröffentlichungen
- Am 22. Juli 2003 wurde das Album, in der Monoabmischung, erstmals auf CD veröffentlicht. Als Bonus enthält das Album die Neuaufnahme des Soundtracks von Carl Aubut aus dem Jahr 1995 sowie drei Lieder vom La Flute Enchantee Quartet aus dem Jahr 1999, das ebenfalls das Thema des Soundtracks interpretiert.
- Eine weitere Veröffentlichung erfolgte am 25. Juli 2011 in der remasterten originalen Stereo-Abmischung mit den Bonustiteln Love in the Open Air und A Theme from the Family Way.
- Im Juli 2011 wurde das Album im Download-Format veröffentlicht.